# Lorenzo Ilarione Randi
Lorenzo Ilarione Randi (Bagnacavallo, 12 de julho de 1818 - Roma, 20 de dezembro de 1887) foi um cardeal italiano.
Ele era filho de Paolo Antonio e Condessa Arcangela Biancoli.

## Biografia
Após estudos particulares, ingressou no Seminário de Faenza e depois na Pontifícia Academia Eclesiástica de Roma.
Foi ordenado sacerdote em Faenza em 14 de março de 1841. Ingressou na prelazia romana sob a proteção do cardeal Giacomo Antonelli. Foi delegado apostólico em Rieti de 1852 a 1854, depois em Perugia até 1856. Aqui teve algumas divergências com o então arcebispo Gioacchino Pecci e no Conclave de 1878 que elegeu o último papa, foi um de seus adversários. De 1856 a 1860 foi delegado apostólico em Ancona e depois até 1865 em Civitavecchia. De 1865 a 1870 foi ministro da polícia do Estado Papal e governador de Roma. O Papa Pio IX elevou-o ao posto de cardeal no consistório de 17 de setembro de 1875, com o título de cardeal diácono de Santa Maria in Cosmedin. Em 24 de março de 1884 optou pelo diaconato de Santa Maria in Via Lata, mantendo o de Santa Maria in Cosmedin em comenda. Ao mesmo tempo, ele também se tornou um cardeal protodiácono.
Ele nunca teve a consagração episcopal.
Morreu aos 69 anos e foi sepultado inicialmente no Cemitério Verano em Roma e depois o corpo foi transferido para o túmulo da família em uma vila na via Entirate n'63 em Traversara, uma aldeia de sua cidade natal.